# George Vivian
George Vivian (n. 4 octombrie 1872, Sault Sainte Marie, Ontario, Canada – d. 6 octombrie 1936, Toronto, Ontario, Canada) a fost un trăgător de tir ce a reprezentat Canada, medaliat olimpic. A participat la o ediție a Jocurilor Olimpice (1908) în care a câștigat o medalie de argint.

## Participări
Lista de mai jos prezintă principalele competiții la care a participat George Vivian de-a lungul carierei.
- shooting at the 1908 Summer Olympics – men's trap, team[*]